# Ivan Quintans
Ivan Quintans (Schaan, 15 ottobre 1989) è un ex calciatore liechtensteinese, di ruolo difensore.

## Carriera

### Nazionale
Con la nazionale Under-21 ha preso parte a 4 partite di qualificazione per l'Europeo di categoria del 2011. Nel 2011 ha esordito in nazionale maggiore.

## Palmarès

### Club

#### Competizioni nazionali
- Seconda Lega interregionale: 1

Balzers: 2010-2011 (gruppo 6)